# Liste der Einträge im National Register of Historic Places im Lincoln County (Missouri)

Lage des Lincoln County in Missouri

Die Liste der Einträge im National Register of Historic Places im Lincoln County in Missouri führt alle Bauwerke und historischen Stätten im Lincoln County auf, die in das National Register of Historic Places aufgenommen wurden.

## Legende
| NRHP | Historic Place    |
| HD   | Historic District |

## Aktuelle Einträge
| [ 3 ] | Name                                                          | Bild                                  | Eintragsdatum        | Lage                                                                      | Ort          | Beschreibung                                   |
| ----- | ------------------------------------------------------------- | ------------------------------------- | -------------------- | ------------------------------------------------------------------------- | ------------ | ---------------------------------------------- |
| 1     | Camp Sherwood Forest Historic District                        |                                       | 1985 ID-Nr. 85000512 | Südwestlich von Elsberry im Cuivre State Park 39° 2′ 35″ N, 90° 54′ 57″ W | Elsberry     |                                                |
| 2     | Cuivre River State Park Administrative Area Historic District |                                       | 1985 ID-Nr. 85000512 | Südwestlich von Elsberry im Cuivre State Park 39° 0′ 22″ N, 90° 55′ 36″ W | Elsberry     | Verwaltungsgebäude des Cuivre River State Park |
| 3     | Lock and Dam No. 25 Historic District                         | Lock and Dam No. 25 Historic District | 2004 ID-Nr. 04000184 | 10 Sandy Slough Road 39° 0′ 17″ N, 90° 41′ 11″ W                          | Winfield     |                                                |
| 4     | Old Rock House                                                | Old Rock House                        | 1972 ID-Nr. 72000721 | 2nd Street Ecke Mill Street 38° 56′ 57″ N, 90° 54′ 53″ W                  | Moscow Mills |                                                |